# El Callao (Venezuela)
El Callao è un comune del Venezuela situato nello stato del Bolívar.
Il capoluogo del comune è la città di El Callao.